# Marktleugast
Marktleugast è un comune tedesco di 3 516 abitanti, situato nel land della Baviera.